# Isole Cayman ai Giochi della XXXIII Olimpiade
Le Isole Cayman hanno partecipato ai Giochi della XXXIII Olimpiade, svoltisi a Parigi dal 26 luglio all'11 agosto 2024, con una delegazione di 4 atleti, 2 uomini e 2 donne, in 3 discipline.
I portabandiera alla cerimonia di apertura sono stati Jordan Crooks e Charlotte Webster.

## Delegazione
| Sport            | Uomini | Donne | Totale |
| ---------------- | ------ | ----- | ------ |
| Atletica leggera | 1      | 0     | 1      |
| Nuoto            | 1      | 1     | 2      |
| Vela             | 0      | 1     | 1      |
| Totale           | 2      | 2     | 4      |

## Risultati

### Atletica leggera
| Q | Qualificato al turno successivo per la posizione in qualificazione                                                           |
| q | Qualificato per il turno successivo per ripescaggio o, negli eventi su campo, conquistando la misura minima per qualificarsi |

Maschile
Eventi su pista e strada
| Atleta         | Evento      | Preliminari | Preliminari | Batterie  | Batterie  | Semifinale      | Semifinale      | Finale          | Finale          |
| Atleta         | Evento      | Risultato   | Posizione   | Risultato | Posizione | Risultato       | Posizione       | Risultato       | Posizione       |
| -------------- | ----------- | ----------- | ----------- | --------- | --------- | --------------- | --------------- | --------------- | --------------- |
| Davonte Howell | 100 m piani | 10"31       | 1º Q        | 10"24     | 6º        | non qualificato | non qualificato | non qualificato | non qualificato |

### Nuoto
Maschile
| Atleta        | Evento             | Batterie | Batterie  | Semifinali | Semifinali | Finale          | Finale          |
| Atleta        | Evento             | Tempo    | Posizione | Tempo      | Posizione  | Tempo           | Posizione       |
| ------------- | ------------------ | -------- | --------- | ---------- | ---------- | --------------- | --------------- |
| Jordan Crooks | 50 m stile libero  | 21"51    | 2º Q      | 21"54      | 4º Q       | 21"64           | 8º              |
| Jordan Crooks | 100 m stile libero | 48"01    | 5º Q      | 48"10      | 13º        | non qualificato | non qualificato |

Femminile
| Jillian Crooks | 100 m stile libero | 56"15 | 23ª | non qualificata | non qualificata | non qualificata | non qualificata |

### Vela
Maschile
| Atleta            | Evento | Regata | Regata | Regata | Regata | Regata | Regata | Regata | Regata | Regata | Regata | Regata      | Punteggio Totale | Punteggio Netto | Classifica |
| Atleta            | Evento | 1      | 2      | 3      | 4      | 5      | 6      | 7      | 8      | 9      | 10     | M           | Punteggio Totale | Punteggio Netto | Classifica |
| ----------------- | ------ | ------ | ------ | ------ | ------ | ------ | ------ | ------ | ------ | ------ | ------ | ----------- | ---------------- | --------------- | ---------- |
| Charlotte Webster | Laser  | 41     | 40     | 39     | 41     | 36     | 40     | 32     | 43     | 37     | C      | non qualif. | 349              | 306             | 41ª        |